# Leonel Moreira
Leonel Gerardo Moreira Ledezma, né le 4 avril 1990 à Heredia, est un footballeur international costaricien, qui évolue au poste de gardien de but au LD Alajuelense.

## Biographie

### Carrière en sélection
Avec l'équipe du Costa Rica, il joue 5 matchs (pour aucun but inscrit) depuis 2011. Il figure notamment dans le groupe des sélectionnés lors des Gold Cup de 2011 et de 2013.
Il participe également à la Copa América de 2011.

## Palmarès
Herediano
- Championnat du Costa Rica (2) :
  - Champion : 2012 (Clôture) et 2013 (Clôture).